# Anne Bhagerath
Anne Maria Bhagerath (Oldenzaal, 5 augustus 1999) is een Nederlands voetbalspeelster die in Oostenrijk uitkomt voor FC Lustenau / FC Dornbirn. Ze heeft interlands gespeeld voor het Nederlandse elftal U-15 en het Surinaamse elftal senioren.

## Biografie
Bhagerath komt uit Oldenzaal. Ze begon met voetballen bij ZVV De Esch en maakte op dertienjarige leeftijd de overstap naar de jeugdopleiding van FC Twente. Sinds 2017 maakte ze onderdeel uit van de eerste selectie van de club uit Enschede. Na afloop van het seizoen 2020/21 werd haar contract niet verlengd om een nieuwe uitdaging aan te kunnen gaan. Sinds 2020 kwam Bhagerath uit voor Excelsior waar ze definitief hoopte door te breken. In haar eerste twee seizoenen had Bhagerath een basisplaats, maar in haar derde seizoen voor de Kralingers werden haar speelminuten aanzienlijk minder. In 2023 vertrok Bhagerath naar de Oostenrijkse combinatie FC Lustenau / FC Dornbirn waarmee ze sinsdien uitkomt in de ÖFB-Frauenliga.

## Statistieken
| Seizoen | Club                      | Land       | Competitie     | Wedstrijden | Doelpunten |
| ------- | ------------------------- | ---------- | -------------- | ----------- | ---------- |
| 2017/18 | FC Twente                 | Nederland  | Eredivisie     | 8           | 1          |
| 2018/19 | FC Twente                 | Nederland  | Eredivisie     | 4           | 1          |
| 2019/20 | FC Twente                 | Nederland  | Eredivisie     | 0           | 0          |
| 2020/21 | Excelsior                 | Nederland  | Eredivisie     | 18          | 0          |
| 2021/22 | Excelsior                 | Nederland  | Eredivisie     | 14          | 0          |
| 2022/23 | Excelsior                 | Nederland  | Eredivisie     | 4           | 0          |
| 2024/25 | FC Lustenau / FC Dornbirn | Oostenrijk | ÖFB-Frauenliga | 11          | 2          |
| Totaal  | Totaal                    | Totaal     | Totaal         | 59          | 3          |

Laatste update: 4 december 2024

## Interlandcarrière
Op 26 maart 2014 speelde Bhagerath haar eerste wedstrijd voor Nederland onder 15, een met 0–6 gewonnen uitwedstrijd tegen België.
In april 2022 maakte ze deel uit van de selectie van het Surinaamse voetbalelftal tijdens de kwalificatiewedstrijden voor het Wereldkampioenschap voetbal vrouwen van 2023. Ze speelde de wedstrijd uit tegen Puerto Rico die verloren werd met 2-0 en thuis tegen Antigua en Barbuda die gewonnen werd met 5-1.

## Erelijst
FC Twente
- Eredivisie: 2018/19